# Seciu, Prahova
Seciu este o localitate componentă a orașului Boldești-Scăeni din județul Prahova, Muntenia, România. Localitatea se află în zona de altitudine maximă a orașului, pe Dealul Seciu. Înainte de 1968, făcea parte din comuna Boldești; în 1968, când comunele Boldești și Scăeni au fost comasate pentru a forma actualul oraș, Seciu este singura localitate care a rămas individualizată la nivel oficial, celelalte formând localitatea principală a orașului.
 Acest articol despre o localitate din județul Prahova este deocamdată un ciot. Puteți ajuta Wikipedia prin completarea lui.